# Морские псы

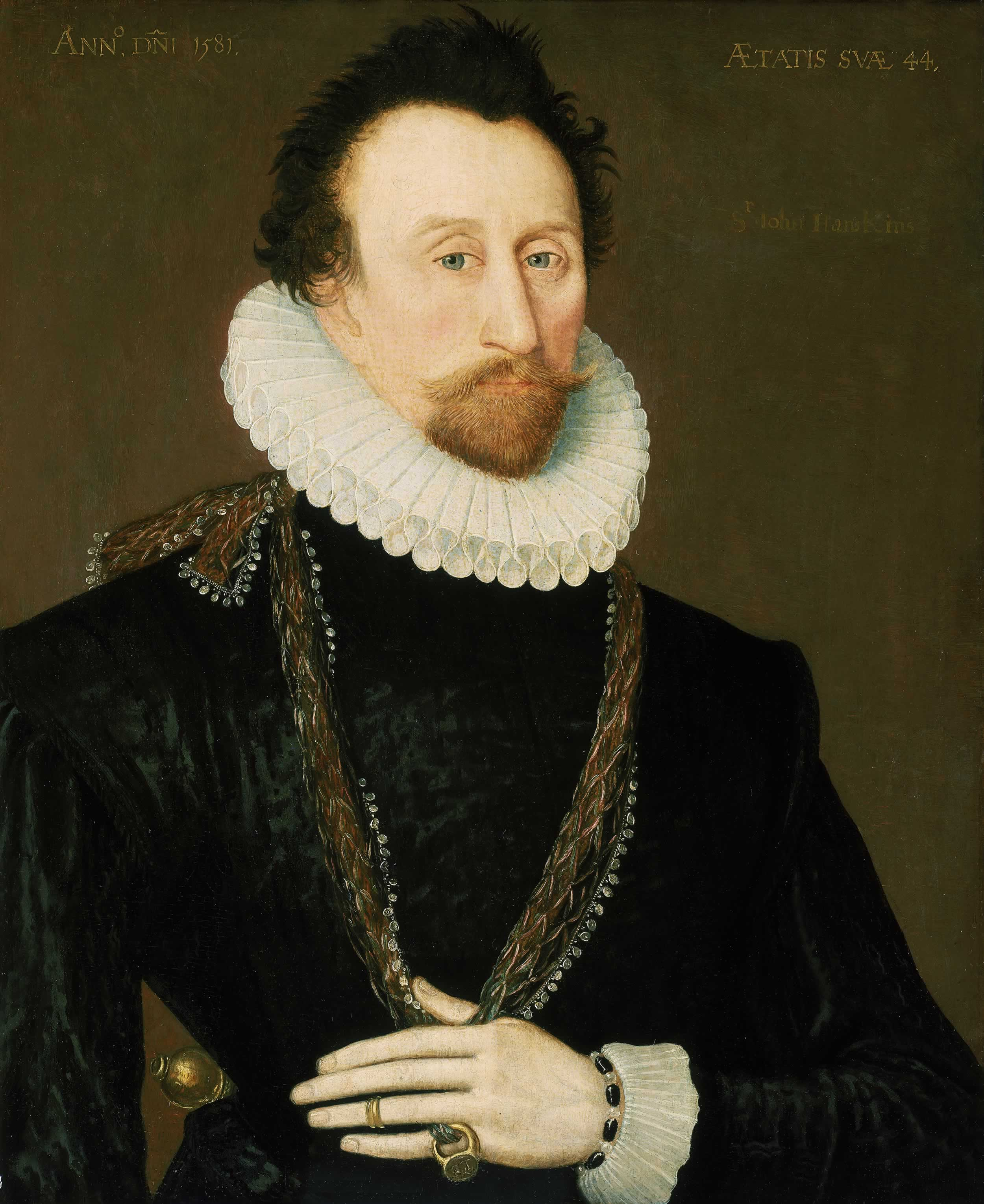
Джон Хокинс был одним из лидеров «Морских псов»

Морские псы — английские авантюристы или пираты во времена Елизаветы I. Они были активны с 1560 по 1605 год.
В 1560 году Джон Хокинс был лидером «морских псов» и предпринимал атаки на испанские корабли в Карибском море. Также они принимали участие в африканской работорговле.
Другими известными «морскими псами» были Фрэнсис Дрейк, Рэли Уолтер и Мартин Фробишер.
После 1604 года, когда с Испанией был заключен мир, многие из них продолжали пиратскую деятельность у Варварского берега, дав начало англо-турецкому пиратству и смущая монархов Великобритании.